# Никоноров, Сергей Викторович
Сергей Викторович Никоноров (род. 4 октября 1965, Электросталь, Московская область) — советский и российский хоккеист, нападающий. Российский тренер.

## Биография
Начал тренироваться в электростальском «Кристалле», первый тренер Юрий Парамошкин, играл за команду в сезоне второй лиги 1982/83.
После победного чемпионата Европы среди юниоров 1983 года в рамках прохождения армейской службы перешёл в московское «Динамо», в 1984—1985 годах играл команде первой лиги «Динамо» Харьков.
До конца карьеры выступал в «Кристалле» в первой тройке на протяжении 13 сезонов (1985/86 — 1997/98), в последнем сезоне был капитаном.
В командах мастеров сыграл 692 матча, забросил 270 шайб.
Победитель хоккейного турнира зимней Универсиады 1993 года.
Работал на Машиностроительном заводе. Был тренером в СДЮСШОР «Кристалл».
Старший сын Алексей в сезонах 2014/15 — 2016/17 играл в командах низших лиг. Младший сын Дмитрий.